# Barry, Texas
Barry är en stad i Navarro County, Texas, USA. Den grundades 1886 och fått namn efter jordägaren Bryan T. Barry som senare blev borgmästare i Dallas.
Samhället hade som mest 400 invånare (2014) och hade 1970 endast 143 invånare. Den hade tre kyrkor; metodistkyrka, baptistkyrka och en presbyteriansk kyrka.